# Desmiphora decora
Desmiphora decora är en skalbaggsart som först beskrevs av Julius Melzer 1928.  Desmiphora decora ingår i släktet Desmiphora och familjen långhorningar. Inga underarter finns listade i Catalogue of Life.